# Liste des banques canadiennes
Voici la liste des banques canadiennes à charte fédérale. Une telle charte accordée par le gouvernement du Canada (aux banques à charte) permet à l'institution d'opérer à travers tout le pays, si elle est de propriété canadienne, ou avec des restrictions, si elle est étrangère. Des coopératives d'épargne existent dans plusieurs provinces. Ces dernières ont une charte provinciale qui les restreignent à ce territoire. La plus importante de celles-ci est le réseau des Caisses Populaires Desjardins du Québec, associé aux Caisses Populaires en Ontario, au Nouveau-Brunswick et au Manitoba pour contourner la restriction de sa charte.

## Gouvernement
- Banque du Canada (Banque centrale du Canada dictant les politiques économiques et monétaires. Elle est indépendante du gouvernement canadien.)
- Banque de développement du Canada
- Financement Agricole Canada

## Les sept grandes banques canadiennes

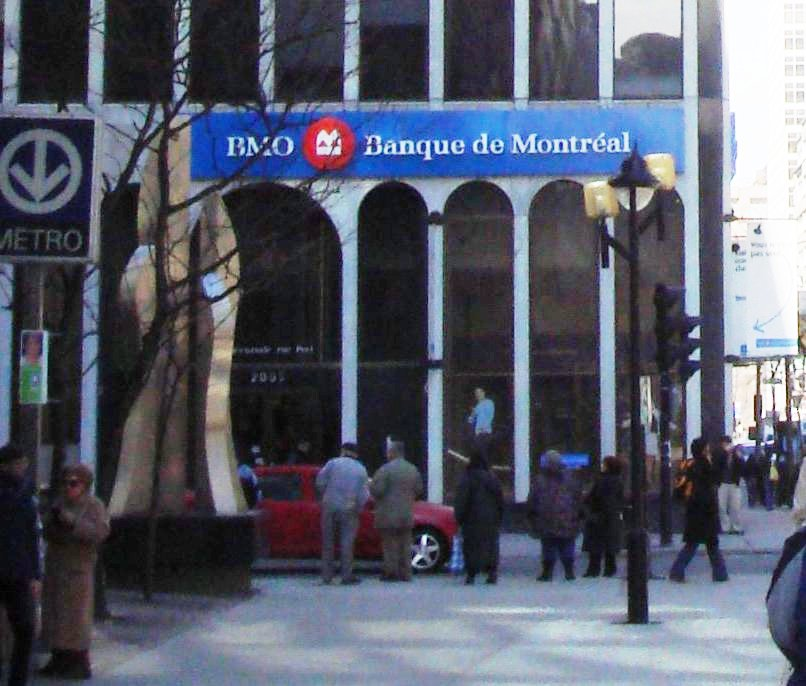
Une succursale de la BMO à l'angle de la rue Peel et du boulevard de Maisonneuve à Montréal

Les banques suivantes sont celles à service complet :
- Banque Royale du Canada (RBC)
- Banque Toronto-Dominion (TD)
- Banque Canadienne Impériale de Commerce (CIBC)
- Banque de Montréal (BMO)
- Banque Scotia (BNS)
- Banque Nationale du Canada (BNC)
- Banque Laurentienne du Canada

## Coopératives régionales
- Desjardins, coopérative financière de plus de 200 caisses populaires ou caisses d'économies présentes partout au Québec et dans certaines régions de l'Ontario. Sa taille est plus importante que celle de la Banque Laurentienne ou la Banque Nationale du Canada.
- UNI Coopération financière, un regroupement de caisses au Nouveau-Brunswick.

## Banques mineures
Ces banques n'offrent en général que des services spécialisés ou locaux :
- Alberta Treasury Branches
- Banque de change du Canada
- Banque CS Alterna
- Banque Jameson
- Banque Manuvie Canada
- Canadian Western Bank (en)
- Citizens Bank of Canada (en)
- First Nations Bank of Canada (en)
- General Bank of Canada
- Home Trust Company (en)
- Banque Tangerine (ex-Banque ING du Canada)
- Pacific & Western Bank of Canada (en)
- Services financiers Le Choix du Président (en)
- Banque Canadian Tire

## Banques étrangères opérant au Canada
Ces banques ont une charte limitée:
- American Express
- Bank of America
- Bank of China
- Bank of East Asia
- BNP Paribas
- Capital One
- Citibank
- Crédit Agricole
- CTBC Bank (en)
- HSBC
- National Bank of Greece
- State Bank of India
- Société Générale Corporate and Investment Banking

## Banques hors fonction ou fusionnées
- Amicus Bank (en)
- Bank of British Columbia (en)
- Bank of the People (en)
- Bank of Toronto (en)
- Banque canadienne nationale
- Banque provinciale du Canada
- Banque d'Hochelaga
- Banque du Peuple
- Banque Jacques-Cartier
- Banque Mercantile du Canada
- Canadian Bank of Commerce (en)
- Canadian Commercial Bank (en)
- Banque d'Épargne de la Cité et du District de Montréal
- Continental Bank of Canada (en)
- The Dominion Bank (en)
- Eastern Townships Bank
- Farmer's Bank of York, Upper Canada (en)
- Home Bank (en)
- Imperial Bank of Canada (en)
- Lloyds Bank of Canada (en)
- Banque Molson
- Northland Bank (en)
- Standard Chartered Bank of Canada (en)
- Sterling Bank of Canada (en)
- Unity Bank